# Obolaria virginica
Obolaria virginica – gatunek roślin z monotypowego rodzaju Obolaria Linnaeus, Sp. Pl. 632. 1 Mai 1753 z rodziny goryczkowatych (Gentianaceae). Jest myko-heterotrofem. Występuje we wschodniej części Ameryki Północnej, najliczniej w stanach Wirginia i Karolina Północna. Pęd nadziemny rozwija wczesną wiosną – na początku lutego i zamiera do początków czerwca. Rośnie w wilgotnych, cienistych, żyznych lasach liściastych.

## Morfologia
PokrójWczesną wiosną rozwija pojedyncze pędy nadziemne lub zebrane w kępach po kilka. Łodygi osiągają 8–15 cm wysokości i są zwykle pojedyncze, rzadko rozgałęzione. Są słabo czworoboczne, białawe i fioletowo nabiegłe. Pod powierzchnią ziemi roślina posiada silnie rozwinięty system mięsistych, białych korzeni pasożytujących na grzybach.
LiścieSkrętoległe, siedzące szeroką nasadą, mięsiste, łuskowate, o długości 8–15 mm, fioletowozielone.
KwiatyWyrastają skupione po kilka w kątach liści i zwykle rozwija się ich kilkanaście na pędzie. Kielich krótszy lub podobnej długości jak płatki korony, które są białe. Korona osiąga do 12 mm długości, ma kształt dzwonkowaty, na końcu z czterema łatkami.
OwoceJajowate, jednokomorowe torebki otwierające się dwiema klapkami. Nasiona drobne, liczne.

## Systematyka
Gatunek z monotypowego rodzaju z podplemienia Swertiinae, plemienia Gentianeae z rodziny goryczkowatych (Gentianaceae).